# Camaldoli

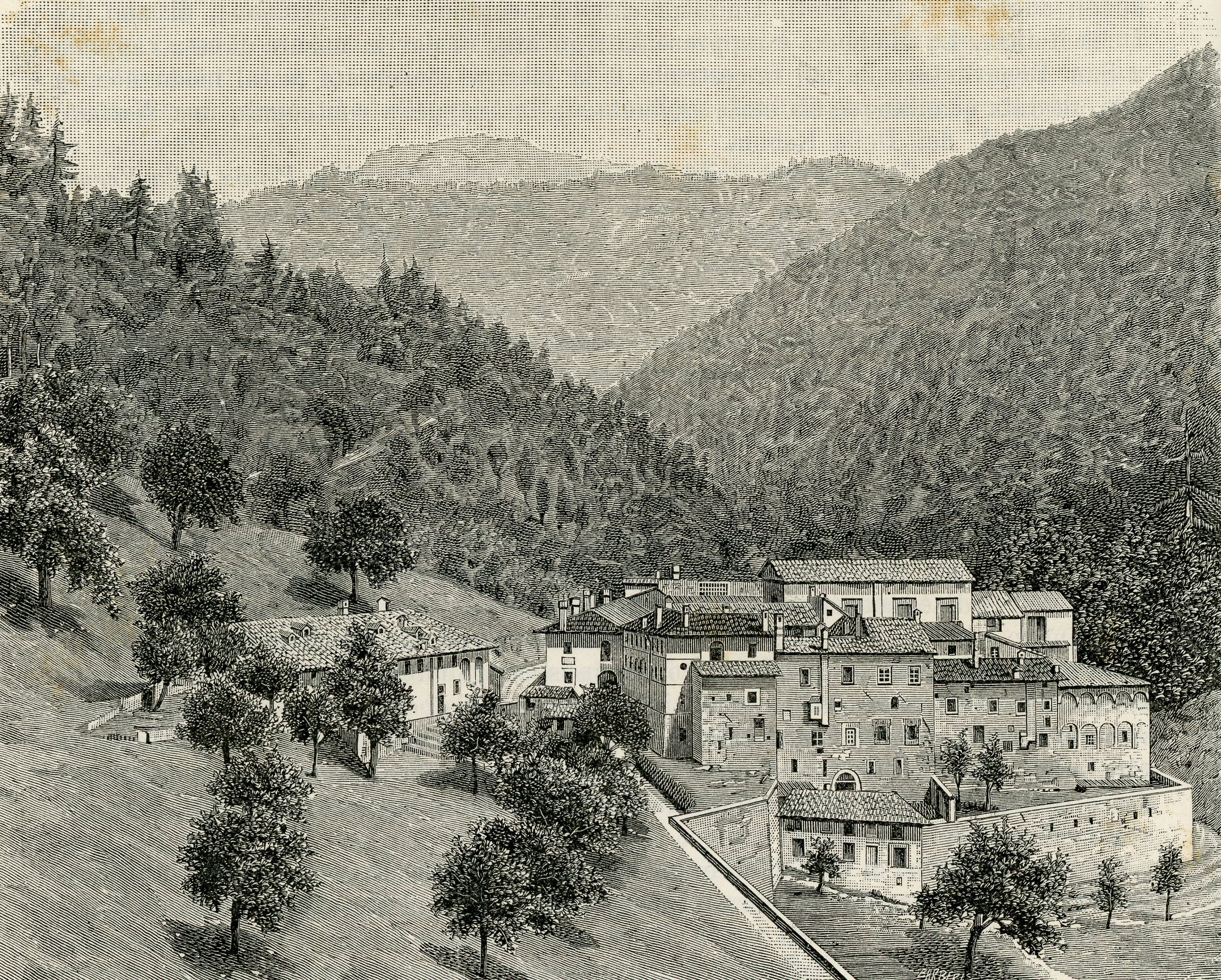
Klostret Camaldoli, 1898.

Camaldoli är ett kloster i den italienska provinsen Arezzo, på en av Apenninernas sluttningar.
Efter klostret, som grundades av Romuald, fick kamaldulensorden sitt namn. Efter det har även ett annat kloster i närheten av Neapel  uppkallats.